# Camille Coduri
Camille Coduri, née le 18 avril 1965 à Wandsworth, est une actrice britannique. Elle est notamment connue pour son rôle de Jackie Tyler dans la série britannique Doctor Who.

## Biographie
Camille F. Coduri est née à Wandsworth, en Angleterre, le 18 avril 1965. Elle est mariée à Christopher Fulford, qui est également un acteur, avec lequel elle a eu deux enfants en 1993 et 1996.
En 2006, elle a gagné 16 550 £ au jeu télévisé The Weakest Link (Le Maillon faible), en compétition avec d'autres acteurs apparus dans la saison 2 de Doctor Who, tels que David Tennant, Noel Clarke... et K-9.

## Filmographie

### Au cinéma
- 1987 : L'Irlandais (A Prayer for the Dying) : Jenny Fox
- 1988 : Hawks : Maureen
- 1989 : Strapless : Mrs Clark
- 1990 : Mettons les voiles (Nuns on the Run) : Félicité
- 1991 : King Ralph : Miranda Green
- 2005 :  The Business : Nora
- 2006 : Pickles: The Dog Who Won the World Cup : Janice Yeomans
- 2008 : Love Me Still : Maggie Ronson
- 2008 : Adulthood : La femme dans le Bus
- 2009 : The Firm : Shel
- 2010 : 4.3.2.1 : Mme Phillips

### À la télévision
- 1988 : The River (en) (1 épisode) : Cousine Shiela
- 1989 : Ruth Rendell Mysteries (1 épisode : The Veiled One) : Lesley Arbel
- 1990 : A Bit of Fry and Laurie (1 épisode) : Laura
- 1992 : Rumpole of the Bailey (5 épisodes) : Dot Clapton
- 1994-1995 : Nelson's Column (9 épisodes) : Lorraine Wilde
- 1996 : Inspecteur Frost (1 épisode) : Pauline Venables
- 1996 : The Famous Five (1 épisode : Five on a Hike Together) : Maggie
- 1997 : The History of Tom Jones, a Foundling (mini-série) : Jenny Jones
- 2002 : Scotland Yard, crimes sur la Tamise (épisode : Trial & Retribution) : Sharon Fearnley
- 2003 : Family (6 épisodes) : Sophie
- 2004 : William and Mary (1 épisode) : Carol
- 2004 : England Expects (téléfilm BBC) : Sadie Knight
- 2005-2006, 2008, 2010 : Doctor Who (15 épisodes) : Jackie Tyler
- 2006 : Sinchronicity (6 épisodes) : Peggy Simmons
- 2007 : The Last Detective (1 épisode) : Beverley Vincent
- 2007 : Miss Marple (1 épisode) : Madame Lindsay
- 2008 : Lark Rise to Candleford (1 épisode) : Patty
- 2008 : Honest : Braqueurs de père en fils (3 épisodes) : Chrissie
- 2008 : Flics toujours (1 épisode) : Carrie Soper
- 2010 : Ashes to Ashes (1 épisode) : Gloria
- 2010 : Inspecteur Barnaby (1 épisode) : Grace Bishops
- 2010 : Him and Her : Shelley
- 2012 : Secrets and Words (1 épisode) : Rita
- 2022 : Meurtres au paradis (1 épisode) : Sandra White[1]